# Rio Corund
O Rio Corund é um rio da Romênia, afluente do Târnava Mică, localizado no distrito de Harghita e Mureş.